# 博洛尼亚双塔

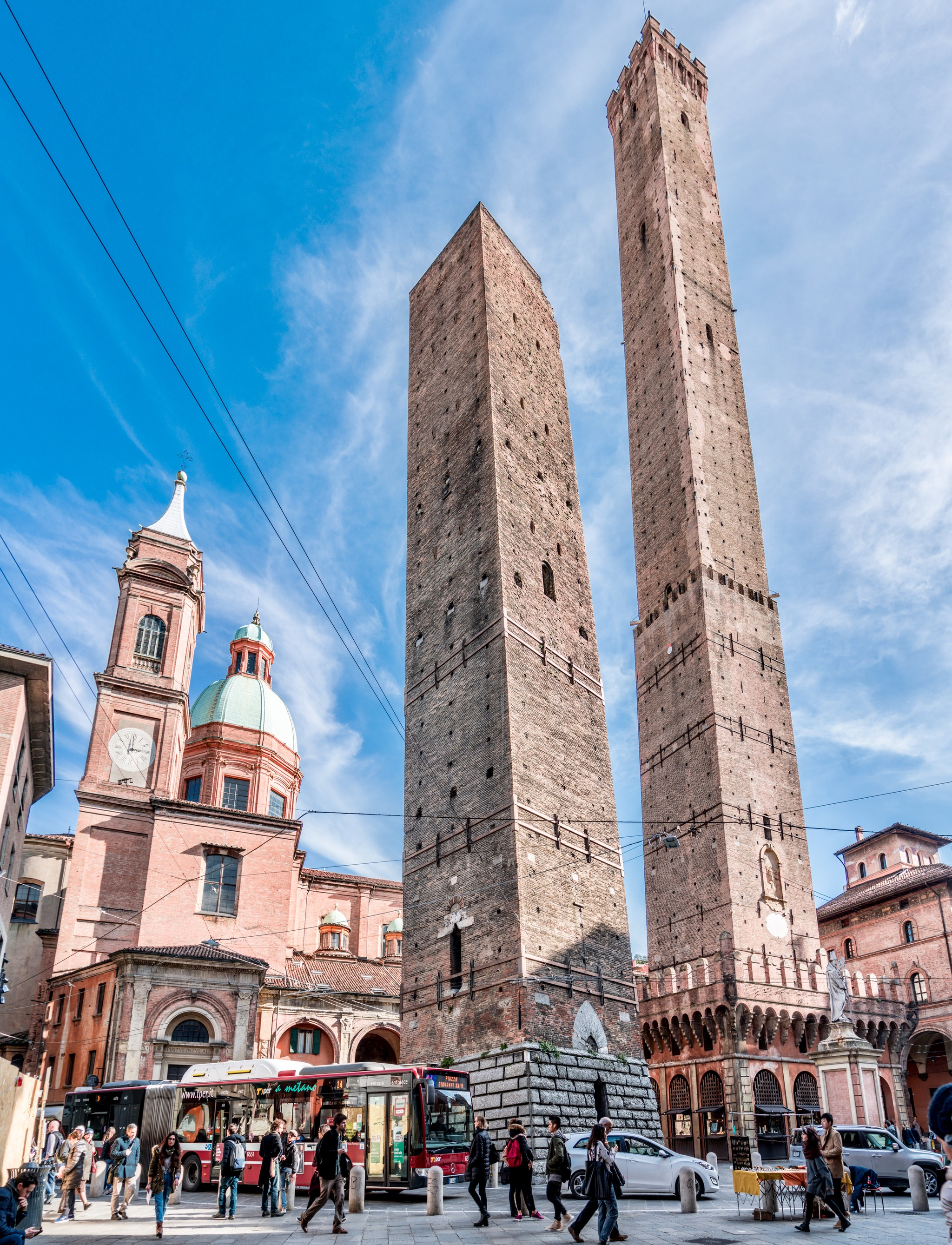
博洛尼亚双塔，右邊為阿西内利塔，左邊為加里森达塔

博洛尼亚双塔是意大利博洛尼亚的两座斜塔，博洛尼亚诸塔中最著名的两座，也是该市的标志。它们位于通往五个城门的道路的交叉口。较高的一座名为“阿西内利塔”，高97.2米；较低的加里森达塔更为倾斜，高48米， 它们得名于建塔的家族，建于1109年到1119年。

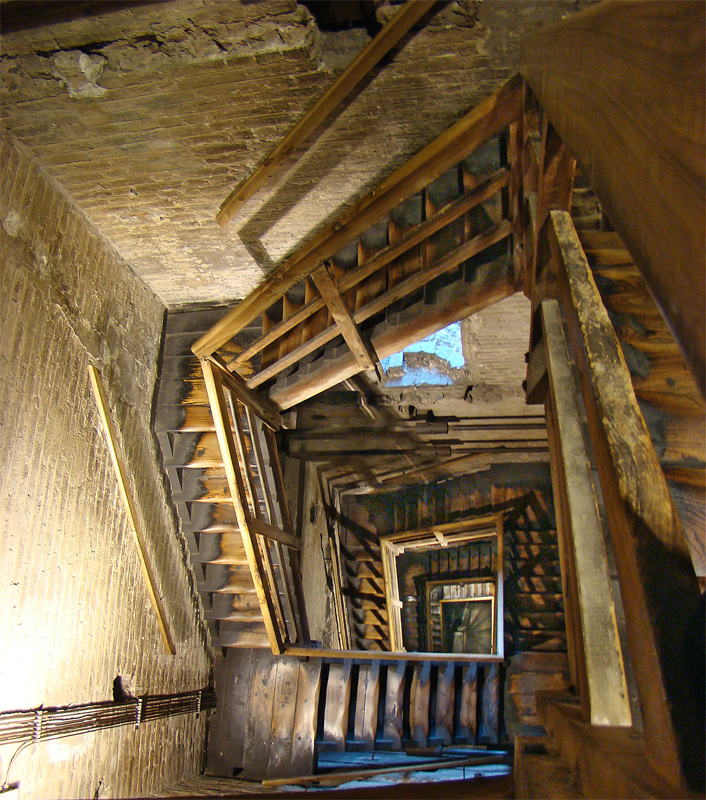
阿西内利塔内部